# Три літа (книга)
«Три літа» — рукописна «книга» поезій Тараса Шевченка, написаних протягом 1843–1845 років. На думку літературознавців, збірка засвідчила розквіт поетичного генія Шевченка, також ці роки його життя і творчості вони називають «періодом трьох літ».

## Зміст

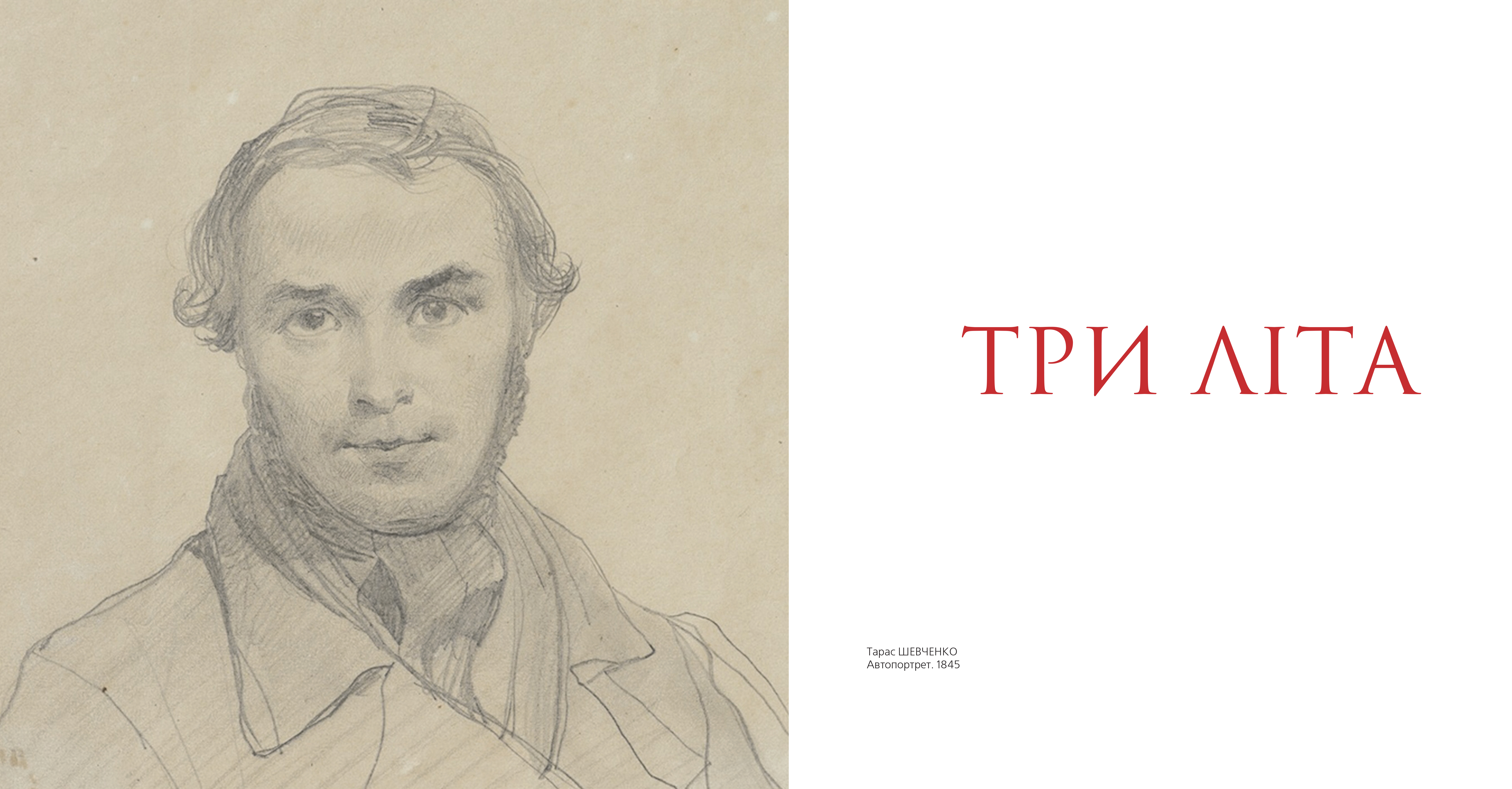
Сучасне повне видання книги «Три Літа» з автопортретом Шевченка 1845 року.

До рукописної книги «Три літа» увійшла 31 поезія, в тому числі 10 псалмів, об’єднаних спільним заголовком Давидові Псалми.
Вона править за джерело текстів майже всіх творів Тараса Шевченка 1843—1845 років.
| №  | Назва                                                    | Дата       | Аркуш            | Зошит |
| -- | -------------------------------------------------------- | ---------- | ---------------- | ----- |
| —  | Титул                                                    | —          | 2                | 1     |
| —  | Епіграф. Молитва Єремії Пророка                          | —          | 3                | 1     |
| 1  | Чигрине, Чигрине...                                      | 1844.02.19 | 4 - 5 зворот     | 1     |
| 2  | Заворожи мені, волхве...                                 | 1844.12.13 | 6 - 6 зворот     | 1     |
| 3  | У неділю не гуляла...                                    | 1844.10.18 | 7 - 8 зворот     | 1     |
| 4  | Гоголю                                                   | 1844.12.30 | 9 - 9 зворот     | 1     |
| 5  | Розрита могила                                           | 1843.10.09 | 10 - 11          | 1     |
| 6  | Чого мені тяжко, чого мені нудно...                      | 1844.11.13 | 11 зворот        | 1     |
| 7  | Не завидуй багатому...                                   | 1845.10.04 | 12 - 12 зворот   | 1     |
| 8  | Не женися на багатій...                                  | 1845.10.04 | 13 - 13 зворот   | 1     |
| 9  | Сова                                                     | 1844.05.06 | 14 - 20 зворот   | 2     |
| 10 | Дівичії ночі                                             | 1844.05.18 | 21 - 21 зворот   | 2     |
| 11 | Наймичка                                                 | 1845.11.13 | 22 - 34          | 2, 3  |
| 12 | Маленькій Мар'яні                                        | 1845.12.20 | 34 зворот        | 3     |
| 13 | Сон (Комедія)                                            | 1844.07.08 | 35 - 49 зворот   | 3, 4  |
| 14 | Сліпий (Поема)                                           | 1845.10.16 | 50 - 67 зворот   | 5, 6  |
| —  | Між аркушами 68 і 69 слід від вирізаного аркуша          | —          | —                | 6     |
| 15 | Кавказ                                                   | 1845.11.18 | 68 - 73 зворот   | 6, 7  |
| 16 | Минають дні, минають ночі...                             | 1845.12.21 | 74 - 74 зворот   | 7     |
| —  | Копають день, копають два... Великий льох*               | 1845.10.21 | 75 - 77 зворот   | 9     |
| 17 | І мертвим, і живим, і ненарожденним...                   | 1845.12.14 | 78 - 86 зворот   | 9     |
| 18 | Великий льох (Містерія) *                                | 1845.10.21 | 87 - 98 зворот   | 8     |
| 19 | Холодний Яр                                              | 1845.12.17 | 99 - 100 зворот  | 10    |
| 20 | Три літа                                                 | 1845.12.22 | 101 - 102 зворот | 10    |
| 21 | Давидові Псалми 1, 12, 43, 53, 52, 81, 93, 132, 136, 149 | 1845.12.19 | 103 - 105 зворот | 10    |
| 22 | Як умру, то поховайте...                                 | 1845.12.25 | 106 - 106 зворот | 10    |

Примітки:
- Аркуші нумеровані відділом рукописів Інституту літератури ім. Т. Шевченка НАН України.[4]
- Поеми з титульним аркушем (шмуцтитулом) виділено жовтим кольором.
- (*) Коректурний знак перестановки зошитів 9-8, проставлений рукою Шевченка.

### Молитва Єремії Пророка (епіграф)
Книгу «Три літа» відкриває Шевченків малюнок пророка, очевидно Єремії. На третій сторінці поміщено епіграф із Старого Завіту (церковнослов'янською мовою), названий поетом як «Молитва Ієремії Пророка»: тут ідеться про плач Єремії, глава 5, вірші 7, 8, 12–14. На думку літературознавців, до написання поезії очевидно призвела ситуація ассирійської неволі євреїв, яка в часи поета повторилася на Україні з українцями-козаками після ліквідації Гетьманщини.

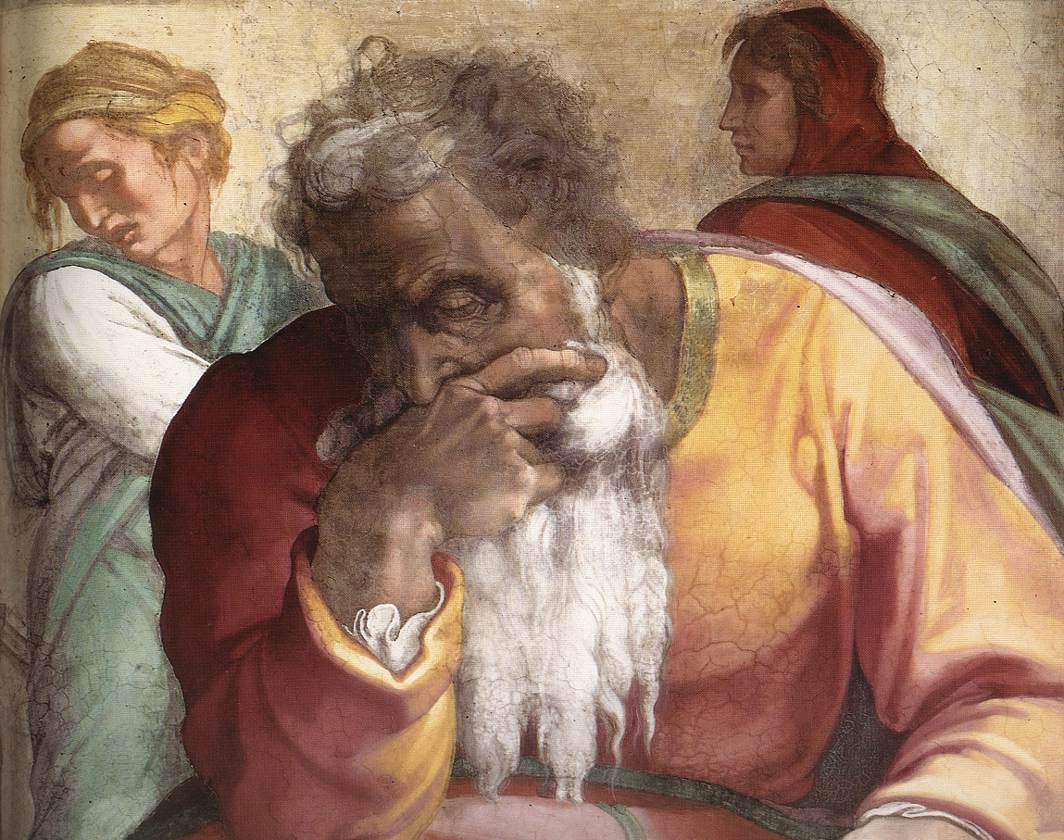
Мікеланджело. «Єремія», фрагмент (1511).

Порівняння рядків із Старого Завіту з поезією Шевченка:
Отцы наши согрѣшиша, і нѣсть ихъ, 

Мы же беззаконія ихъ подяхомъ.

Рабы обладаша нами, избавляющаго

Нѣсть оть руку ихъ.

Князи въ рукахъ ихъ повѣшены быша,

Старѣишины не прославышася.

Избранніи плачь подяша, и юноши

В кладъ изнемогаша.

И старцы отъ вратъ оскудѣша, избранніи

оть пѣсней своихъ умолкоша. 
 Батьки наші грішили, але їх нема, — 

 А ми двигаємо їхні провини! 

 Раби запанували над нами, і немає нікого, 

 Хто б вирятував з їхньої руки…

 Князі їхньою рукою повішені, 

 Лиця старих не пошановані. 

 Юнаки носять камінь млиновий, 

 А хлопці під ношею дров спотикаються… 

 Перестали сидіти старші в брамі, 

 Юнаки — свою пісню співати… 

За словами науковця Омеляна Пріцака, за часів Шевченка існувало розуміння пророка як «вищого поета». Вважалося, що тільки «слово поета-пророка може врятувати його народ». «Пророк, що ізбавляє свій поневолений народ — це найвища тема романтичної поезії». Чотири поеми «Трьох літ» мають епіграфи з книг Старого і Нового Завіту:
«Сон»: Духа правди, що Його світ прийняти не може, бо не бачить Його та не знає Його. (Іоанна. Глава 14. Вірш 17)

«Кавказ»: Ой, коли б голова моя стала водою, а око моє — за джерело сльози, то я плакав би вдень та вночі над побитими (Єремії. Глава 9. Вірш 1)

«Великий льох»: Ти нас нашим сусідам віддав на зневагу, на наругу та посміх для наших околиць, Ти нас учинив за прислів’я поганам, і головою хитають народи на нас. (Псалом 43. Вірші 14, 15)

«Посланіє»: Як хто скаже: «Я Бога люблю», та ненавидить брата свого, той неправдомовець. (Соборное посланіе Іоанна. Глава 4. Вірш 20)

## Історія
Збірка комплектувалася під час перебування Шевченка у Петербузі та відвидин України між 1843—1845 роками.

### Конфіскація книги
5 квітня 1847 року за вказівкою київського генерал-губернатора Дмитра Бібікова Шевченко, який на той час проживав в Україні з 1845 року, був арештований у справі «Про Украйно-Слов'янське Товариство», при цьому була конфіскована збірка «Три літа». Наступного дня у рапорті цивільного губернатора Івана Фундуклея для Третього відділу значилося:
|  | Художник цей при поверненні з Чернігівської губ. був затриманий… при в'їзді до м. Києва і представлений просто до мене. Між паперами його виявилась рукописна книга українських, ним особисто створених віршів, багато з яких мають обурливий і злочинний зміст. Разом з паперами супроводиться і художник Шевченко під суворою вартою при одному поліцейському офіцерові і одному рядовому жандармові |

Далі Фундуклей привів опис вилучених паперів Шевченка, що супроводжували лист від 6 квітня 1847 року за № [660]:
|  | 1. Стос віршів, листів та різних паперів на ... аркушах. 2. Книга писаних віршів під заголовком «Три літа». 3. Малий альбом з віршами і малюнками. |

17 квітня 1847 року Шевченко був доставлений з Києва в каземати Третього відділу в Петербурзі (політичної поліції-жандармерії Російської імперії). Після тривалого слідства, допитів, очних ставок учасників і причетних до Товариства у доповіді 26 травня шеф жандармів Олексій Орлов стосовно поета запропонував у своєму документі-висновку імператорові Микола I «милосердно обмежитись наступним»: 
|  | Художника Шевченка за написання обурливих і вкрай зухвалих віршів, як обдарованого міцною тілобудовою призначити рядовим до Оренбурзького окремого корпусу з правом вислуги, доручивши начальству найсуворіший нагляд, щоб під жодним виглядом від нього не могли виходити «підбурливі і пасквільні твори» |

Збоку документу проти висновків було вказано: «Під найсуворіший нагляд, із забороною писати й малювати.» Вкінці помітка Леонтія Дубельта, начальника штабу Корпусу жандармів: «На оригіналі власною його величності рукою написано олівцем: "До виконання 28 травня 1847 р."».

### Заборона інших творів
Також були заборонені та повсюдно вилучались дві раніше надруковані (1840, 1841 і 1844 років) книги Шевченка — «Кобзар» і «Гайдамаки». 

### Віднайдення книги
Протягом шести десятиліть книга «Три літа» знаходилася в архіві Третього відділу (від 1880 року — Депертамент поліції Міністерства внутрішніх справ). Більша частина поезій протягом цього часу мало-помалу поширювалась у рукописних списках і потрохи друкувалась з численними вилученнями, спотвореннями та помилками. За життя Шевченка в Російській імперії вийшли друком тільки «Наймичка» (1857 року  — у «Записках о Южной Руси» Пантелеймона Куліша, 1860-го — у «Кобзарі»  та окремим виданням
) й «Давидові псалми» (1860).  
Першим, хто подав вістку про архівне діло Украйно-Слов'янського Товариства, був Микола Стороженко. У березневому томі «Київській старовині» з'явились його «Нові матеріали для біографії Шевченка», у яких подано побіжний опис «паперів» того «Діла» та опубліковано кілька невідомих раніше листів.  Про «Три літа» Стороженко нічого не повідомляє.

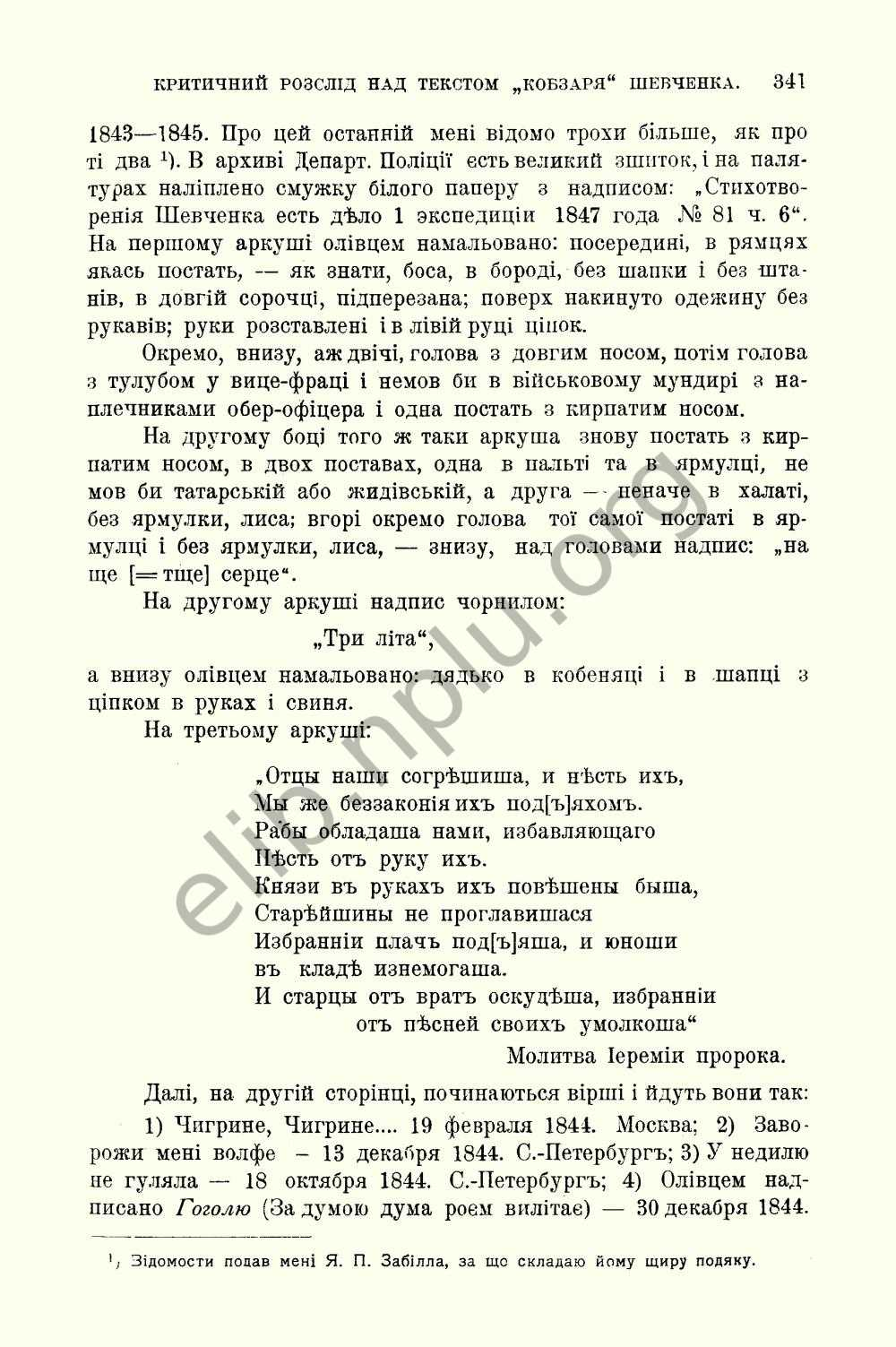
Перша публікація «Молитиви Єремії Пророка» (1906)

1906 року Павло Щоголєв, співвидавець російського часопису «Былое» , розшукав у Департаменті поліції «…три рукописи: — один чистіший, виготовлений до цензури, з передмовою, в який увійшли лишень „Лілея“, „Русалка“ та „Осика“ (вона ж і „Відьма“ — пізніше); другий — увесь „Єретик“ і, нарешті, третій — немов би альбом, куди Шевченко позаводив усе те, що написав за три годи („Три літа“) 1843–1845 роки». Щоголєв зробив копію, за якою Борис Грінченко і Василь Доманицький вперше опублікували закінчення «Єретика» й вірші «Дівичії ночі», «Маленькій Мар'яні», «Три літа» в журналі «Нова Громада» (№№ 8, 10).
Наприкінці того ж року журнал «Київській старовині» опублікував «Критичний розслід над текстом Кобзаря» Василя Доманицькиого, у якому, поміж іншого, вдруге опубліковано ті самі «новознайдені тексти» за копією Щоголєва. Крім того, вкінці розділу «43. Заповіт» вперше було оприлюднено опис рукописної книги «Три літа» за поданням Якова Забілли. В описі повністю наведено Шевченків епіграф до «Трьох літ». Але в «Кобзарі 1907 р.» Доманицький «Молитву» не надрукував. 
Відтоді її нема в більшості видань Шевченкових творів («Кобзарях»), які наслідують видання 1907 року.
|  | Усякі хіби, усякі неправдивості… — усе те назавжди стане невиправленим, освяченим традицією, і бротися з цим сумним з'явищем не буде змоги... — Василь Доманицький |

1907 року за сприяння  Андрія Маркевича рукопис було передано з архіву Департаменту поліції до Музею українських старожитностей в Чернігові  імені Василя Тарновського.

## Оформлення
Збірка «Три літа» є чистовим зведенням творів Шевченка 1843–1845 років. Це рукописна книга in folio на 107 аркушах жовтуватого паперу, погано виробленого, в простій картонній темно-зеленій оправі (зберігається в Інституті літератури ім. Т. Шевченка НАН України).
Поет акуратно оформив збірку. Назва книги, а також заголовки окремих творів виконано в стилі півуставу другої половини XVII ст. На форзаці книги та на титульній сторінці є кілька начерків олівцем. Тут зображено пророка (арк. 1, суперобкладинка), дві постаті Шевченка в профіль: більша в ярмулці і в пальті з чорним коміром, менша без головного убору, в халаті і в пантофлях (арк. 1, суперобкладинка). На титульній сторінці — постать чабана в шапці і в киреї, з палицею в правій простягнутій руці, контур свині (арк. 2). 
Текст чистовий з поправками, писаний чорнилом в окремих зошитах. Кожний зошит складається з 6 арк. фабричного паперу, складених удвоє, 12 арк., всього 9 зошитів, останній зошит — 11 арк. Разом 107 арк. Нумерація відділу рукописів Інституту літератури наскрізна, поаркушна.

Перед першим віршем на аркуші 3 вміщено епіграф до всієї книги: «Плач Єремії», розділи 5:7-8, 12-14 (у Шевченка «Молитва Єремії Пророка»). 
Твори не в хронологічному порядку. Першим віршем, переписаним до альбому, є поезія «Чигрине, Чигрине…». Найраніший твір — «Розрита могила» (від 9 жовтня 1843 року), найпізніший — останній: «Як умру, то поховайте...» (від 25 грудня 1845 року). Про легальну публікацію більшості творів збірки до 1907 року не могло бути й мови.

## Оцінки

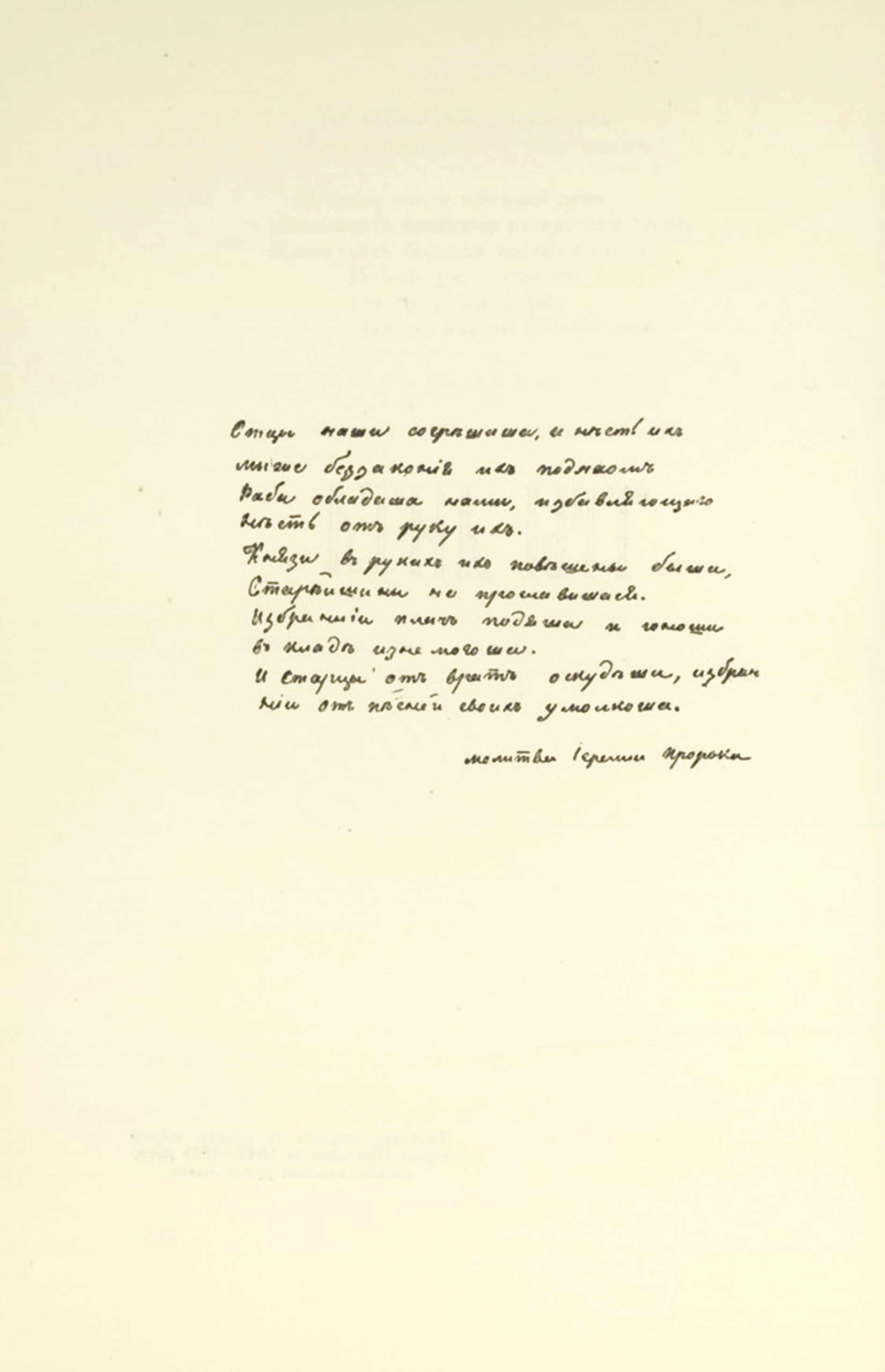
Репродукція «Молитиви Єремії Пророка» (1939) у першому томі повної збірки творів Шевченка.

Про надзвичайне враження, яке справила на сучасників поезія «Трьох літ», коли її читав автор, свідчить Пантелеймон Куліш, за його словами:
| Ліві лапки | Серед сеї благодатної молодіжи з'явився Шевченко, з голосним плачем своїм по нещасливій долі земляцькій, і заспівав перед небожатами: „Світе тихий, краю милий, Моя Україно, За що тебе сплюндровано, За що, мамо, гинеш?..“ Спів сей був для неї воістину гуком воскресної труби архангела. Коли говорено коли-небудь по правді, що серце ожило, що очі загорілись, що над чолом у чоловіка засвітився поломяний язик, то се було тоді в Києві. | Праві лапки |

«Об'явлення Шевченка — це, власне, „Три літа“» — узагальнює Омелян Пріцак. Він вказував, що творчий шлях Шевченка від «романтичного кобзаря минулої козацької слави до апостола і пророка національного відродження» сягнув апогею у третій книзі поета «Три літа» (містерія «Великий льох»), приводячи рядки поезії: 
| Ліві лапки | Встане Україна. І розвіє тьму неволі, Світ правди засвітить, І помоляться на волі Невольничі діти!.. | Праві лапки |

За словами Пріцака думка поезії вказувала на те, що «Місія України — засвітити світло правди».

## Видання
Вперше повністю (з епіграфом включно) книгу було надруковано 1935 року у Львові в третьому томі Повного видання творів за редакцією Павла Зайцева, але з порушенням Шевченкового плану збірки (у Чіказькому виданні 1961 року — так само). 1939 року титульну сторінку та епіграф «Трьох літ» було надруковано як ілюстрацію у першому томі київського повного зібрання творів Шевченка. Вперше повністю та зі збереженням послідовності творів рукописну книгу «Три літа» було видано 1952 року. у Вінніпезі за редакцією доктора Леоніда Білецького Українською вільною академією наук в Канаді. В підрадянській Україні 1966 року з'явилося фототипічне (точне) відтворення накладом всього 25 тисяч примірників. Нині це видання є бібліографічною рідкістю.